# St. Nikolaus (Rechbergreuthen)

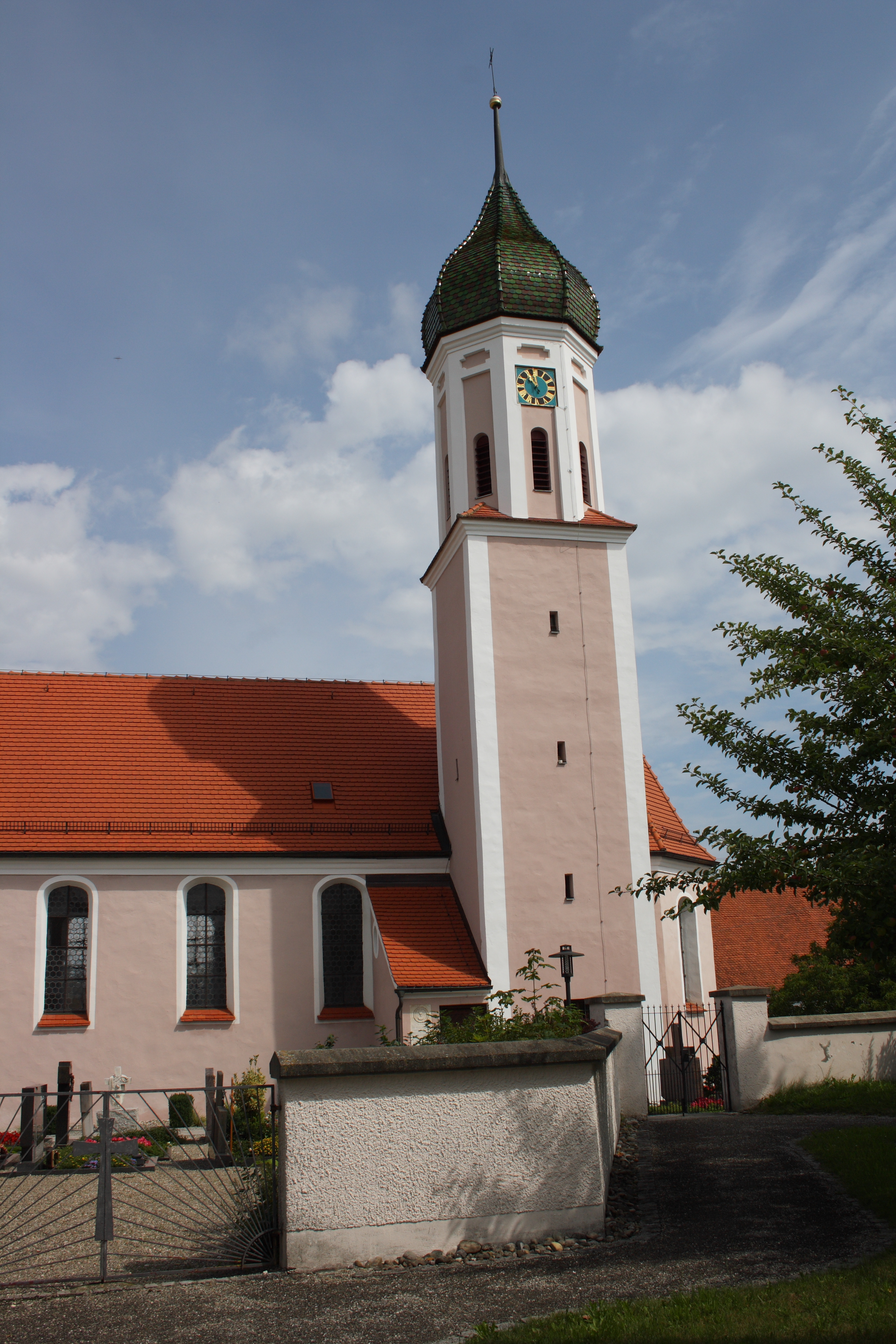
St. Nikolaus in Rechbergreuthen

St. Nikolaus ist die römisch-katholische Pfarrkirche in Rechbergreuthen, einem Gemeindeteil von Winterbach im Landkreis Günzburg in Bayern. Das denkmalgeschützte Bauwerk ist in der Liste der Baudenkmäler in Winterbach unter der Nr. D-7-74-196-10 eingetragen. Die Pfarrei gehört zum Dekanat Günzburg des Bistums Augsburg. Kirchenpatron ist Nikolaus von Myra.

## Beschreibung
Die Saalkirche wurde 1681/82 erbaut. Sie besteht aus einem Langhaus, einem dreiseitig geschlossenen Chor im Osten, einem Chorflankenturm auf quadratischem Grundriss an der Südwand des Chors und einer Sakristei in der Ecke von Chorflankenturm und Langhaus. Der Chorflankenturm wurde mit einem achteckigen Geschoss aufgestockt, das die Turmuhr und den Glockenstuhl beherbergt, und mit einer Zwiebelhaube bedeckt.
Die Deckenmalerei im Innenraum des Langhauses, auf der die Krönung Mariens dargestellt ist, wurde 1744 von Johann Georg Lederer angefertigt. Der Hochaltar wird von den Statuen des Johannes Nepomuk und des Franz Xaver flankiert. Auf dem Altarretabel ist Nikolaus von Myra dargestellt.